# Трупіал-чернець галасливий
Трупіа́л-черне́ць галасливий (Dives dives) — вид горобцеподібних птахів родини трупіалових (Icteridae). Мешкає в Мексиці і Центральній Америці.

## Опис

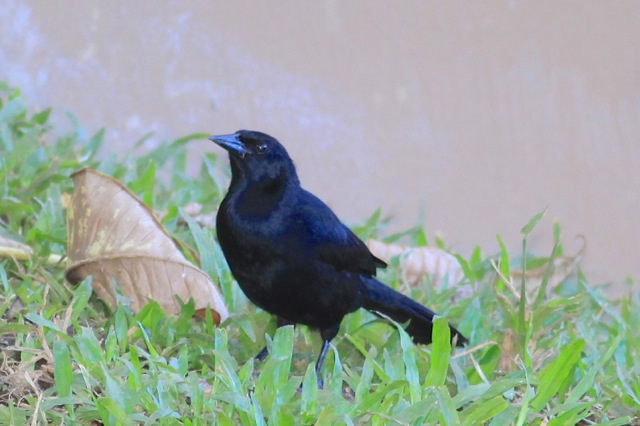
Галасливий трупіал-чернець

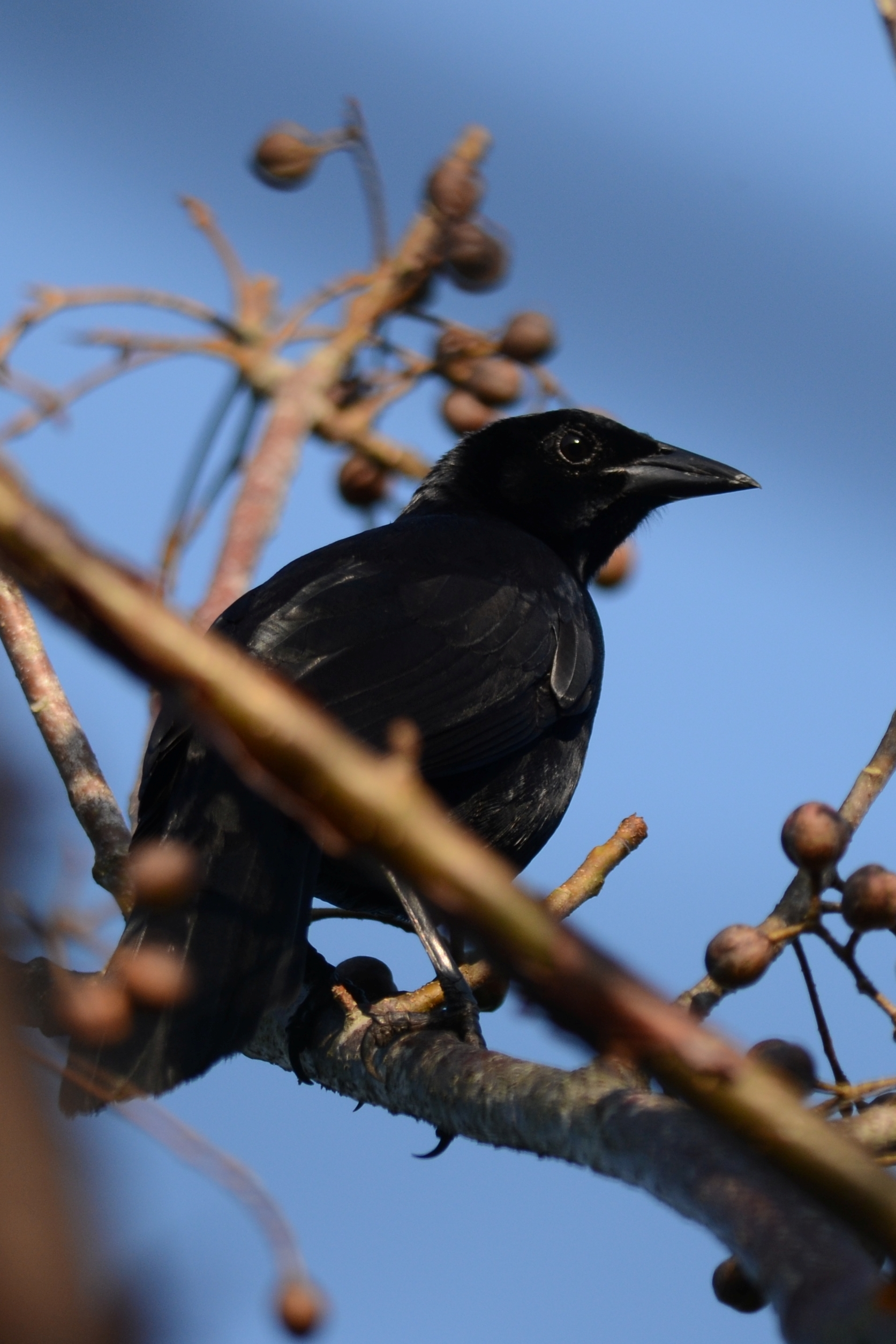
Галасливий трупіал-чернець

Довжина самців становить 25,5 см, самиць 23 см, самці важать 108 г, самиці 95 г. Забарвлення повністю чорне з синюватим відблиском. Райдужки карі, дзьоб і лапи чорні. Молоді птахи мають чорнувато-буре забарвлення, позбавлене відблиску.

## Поширення і екологія
Галасливі трупіали-чернеці мешкають на півдні і південному заході Мексики, на узбережжі Мексиканської затоки та на півострові Юкатан. Вони заселили Сальвадор у 1950-х роках, Східну Гватемалу у 1960-х роках, а до 1990-х років заселили Коста-Рику. Ймовірно, незабаром галасливі трупіали-чернеці заселять Панаму. Вони живуть в різноманітних природних середовищах, однак уникають густих тропічних лісів. Зустрічаються на висоті до 1000 м над рівнем моря. 
Галасливі трупіали-чернеці живляться комахами, яких шукають на землі, а також нектаром і плодами деяких рослин, зокрема Bursera simaruba і Trophis racemosa. Під час сезону розмноження є дуже територіальними птахами і нападають на хижаків, таких як бурі паї, однак під час негніздового періоду формують невеликі зграйки. Гніздо чашоподібне, розміщується в чагарниках або на дереві, на висоті від 3 до 7 м над землею. В кладці 3-4 блакитних яйця, поцяткованих коричневими плямками. Насиджують самиці, за пташенятами доглядають і самиці, і самці.

## Збереження
МСОП класифікує цей вид як такий, що не потребує особливих заходів зі збереження. За оцінками дослідників, загальна популяція галасливих трупіалів-чернеців становить від 5 до 20 мільйонів дорослих птахів.